# Железница (приток Кузы)
Железница — река в России, протекает по Любимскому району Ярославской области. Устье реки находится в 22 км по левому берегу реки Куза от её устья. Длина реки составляет 14 км. По левому берегу реки расположена деревня Прудовица, по правому в устье — Осиновица; напротив устья находится деревня Брюшинино.

## Данные водного реестра
По данным государственного водного реестра России относится к Верхневолжскому бассейновому округу, водохозяйственный участок реки — Кострома от истока до водомерного поста у деревни Исады, речной подбассейн реки — Волга ниже Рыбинского водохранилища до впадения Оки. Речной бассейн реки — (Верхняя) Волга до Куйбышевского водохранилища (без бассейна Оки).
Код объекта в государственном водном реестре — 08010300112110000012847.